# Zero Gunner 2
Zero Gunner 2 (ook wel ZG2) is een computerspel uit 2001. Het spel werd ontwikkeld en uitgegeven door Psikyo als Arcadespel en voor de Sega Dreamcast. Het spel is het vervolg op Zero Gunner. Het spel is een topdown shooter. De speler bestuurt een helikopter en moet diverse tegenstanders uitgeschakelen. Het spel kan maximaal met twee spelers gespeeld worden.

## Platform
- Arcade (2001)
- Dreamcast (2001)

## Ontvangst
| Beoordeeld door       | Platform  | Datum             | Score |
| --------------------- | --------- | ----------------- | ----- |
| The Video Game Critic | Dreamcast | 11 april 2009     | 100%  |
| Netjak                | Dreamcast | 21 april 2003     | 92%   |
| Defunct Games         | Dreamcast | 4 maart 2006      | 90%   |
| Shin Force            | Dreamcast | 24 juni 2005      | 87%   |
| Gamesmania            | Dreamcast | 28 september 2001 | 85%   |
| IGN                   | Dreamcast | 24 september 2001 | 83%   |